# Domaine de Madame Élisabeth
Ne doit pas être confondu avec Hôtel de Madame Élisabeth.
Le domaine de Madame Élisabeth ou domaine de Montreuil est situé aux no 24 et no 26, rue Champ-Lagarde, dans le quartier de Montreuil à Versailles dans le département français des Yvelines, en région Île-de-France.
Ayant appartenu à la famille de Rohan-Guéméné, le roi Louis XVI l'achète en 1783 pour sa sœur Élisabeth de France, dite Madame Élisabeth.
Depuis 1997, il est la propriété du conseil départemental des Yvelines.

## Histoire

### Origines de la propriété
Seigneurie dès le XIIe siècle, Montreuil est doté d'une forteresse en 1375. Entré dans le domaine royal, le domaine est cédé à l'ordre des Célestins de Paris par le roi Charles VI, qui le transforme en ferme, puis est intégré au domaine de Versailles au temps du roi Louis XV. La source qui alimente à l'époque les étangs aujourd'hui asséchés, en fait un lieu à la mode où les proches de la Cour font construire de belles propriétés d'agrément. 
C'est ainsi qu'en 1772, le prince de Rohan-Guéméné et son épouse, dite Madame de Guéméné acquièrent le domaine de Montreuil, qu'ils agrandissent pour former une propriété de 8 hectares. Les transformations, tant de la maison que des jardins sont confiées à l'architecte Alexandre-Louis Étable de La Brière. 

### Le domaine de Madame Élisabeth

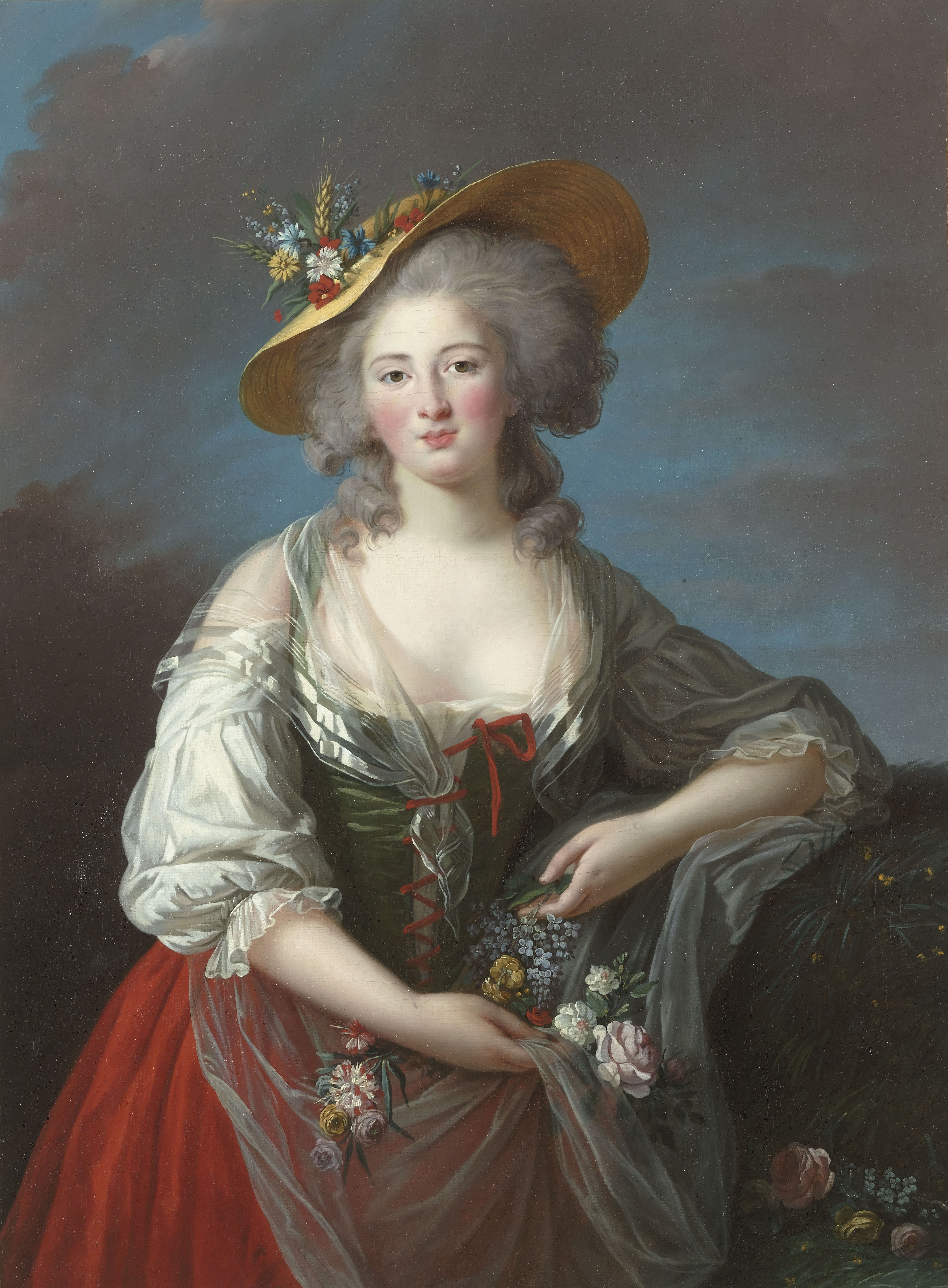
Élisabeth de France - Élisabeth Vigée Le Brun - 1782.

En 1783, à la suite de la faillite retentissante des Guéméné, Louis XVI achète la demeure pour sa sœur cadette Élisabeth. C'est Marie Antoinette qui en fait la surprise à celle-ci. Lui ayant proposé une promenade à Montreuil, où Madame Élisabeth alors âgée de 19 ans se souvient d'avoir joué étant enfant, la reine lui annonce : « Vous êtes ici chez vous ».  
De 1787 à 1789, les bâtiments sont mis au goût du jour, dans le style néo-classique, par l'architecte Jean-Jacques Huvé, futur maire de Versailles (1792-1793). Celui-ci fait élever des corps de logis à deux niveaux (rez-de-chaussée et étage) en pierre de taille, striés de refends horizontaux et surmontés de combles brisés. L'ensemble comprend notamment une chapelle sur plan circulaire et éclairage zénithal, type alors en vogue, ainsi qu'un boudoir turc. Le mobilier est commandé aux ébénistes Jean-Baptiste-Claude Sené et Jean-Baptiste Boulard. Des pièces de ce mobilier sont aujourd'hui conservées à Paris au musée du Louvre et au musée Nissim-de-Camondo. 
Madame Élisabeth y séjourne jusqu'en 1789. 
Le mur de clôture, le long de l'avenue de Paris, couronné d'une balustrade, sert alors de terrasse d'où l'on peut admirer le parc et le jardin de huit hectares aménagé par Huvé dans ce qu'on appelle, à l'époque, le goût anglo-chinois (grotte factice, cours d'eau, cascade, pont, etc.). Des dessins de l'architecte, conservés à la Bibliothèque nationale, au musée Carnavalet et au musée Lambinet gardent le souvenir de cet aménagement.
Madame Élisabeth établit à Montreuil un petit dispensaire dans une pièce de la maison pour les pauvres des environs. Ceux-ci sont soignés par le médecin et botaniste Louis Guillaume Le Monnier, qui fait venir des plantes rares dans le potager du domaine. 
La Révolution met fin à ces occupations. 

### Époque contemporaine
Ayant échappé au morcellement des propriétés lors de la Révolution française, la famille Clausse en devient propriétaire au début du XIXe siècle, Charles Louis Clausse, maire de Versailles, y meurt le 10 septembre 1831.
Les bâtiments sont profondément transformés, sans doute sous la Restauration ou la Monarchie de Juillet, pour leur donner leur configuration actuelle.
Entre les deux dernières guerres, des restaurations importantes sont réalisées par le propriétaire, Jean-Baptiste Chantrell.
En 1955, sa fille Lydie vend la propriété à une société immobilière.
La maison de Madame Élisabeth appartient depuis 1984 au conseil général des Yvelines.
L'Orangerie, acquise par le département en 1997, sert de lieu d'expositions temporaires.

## Description
L'habitation actuelle se compose d'un corps de logis rectangulaire de deux étages sur rez-de-chaussée flanqué de deux pavillons. La façade est ornée d'un péristyle à quatre colonnes. De la maison d'origine, ne subsiste que la partie initialement acquise par les Guéméné avec seulement trois pièces de l'appartement de Madame Élisabeth : la chambre qui devait être la sienne mais où elle n'a jamais couché (n'étant pas majeure, elle devait chaque soir retourner dormir au château), le salon turc et la salle du clavecin. Certains éléments de décor sont des réemplois.
Outre l'orangerie, le domaine était bordé par une laiterie et une vacherie aujourd'hui disparues.
La visite du parc est libre.

## Protection
Les lieux font l'objet d'une protection au titre des monuments historiques et sont donc inscrits partiellements pour les façades et toitures de l'ancienne orangerie par arrêté du 23 octobre 1980.

## Galerie

Vues du parc du domaine
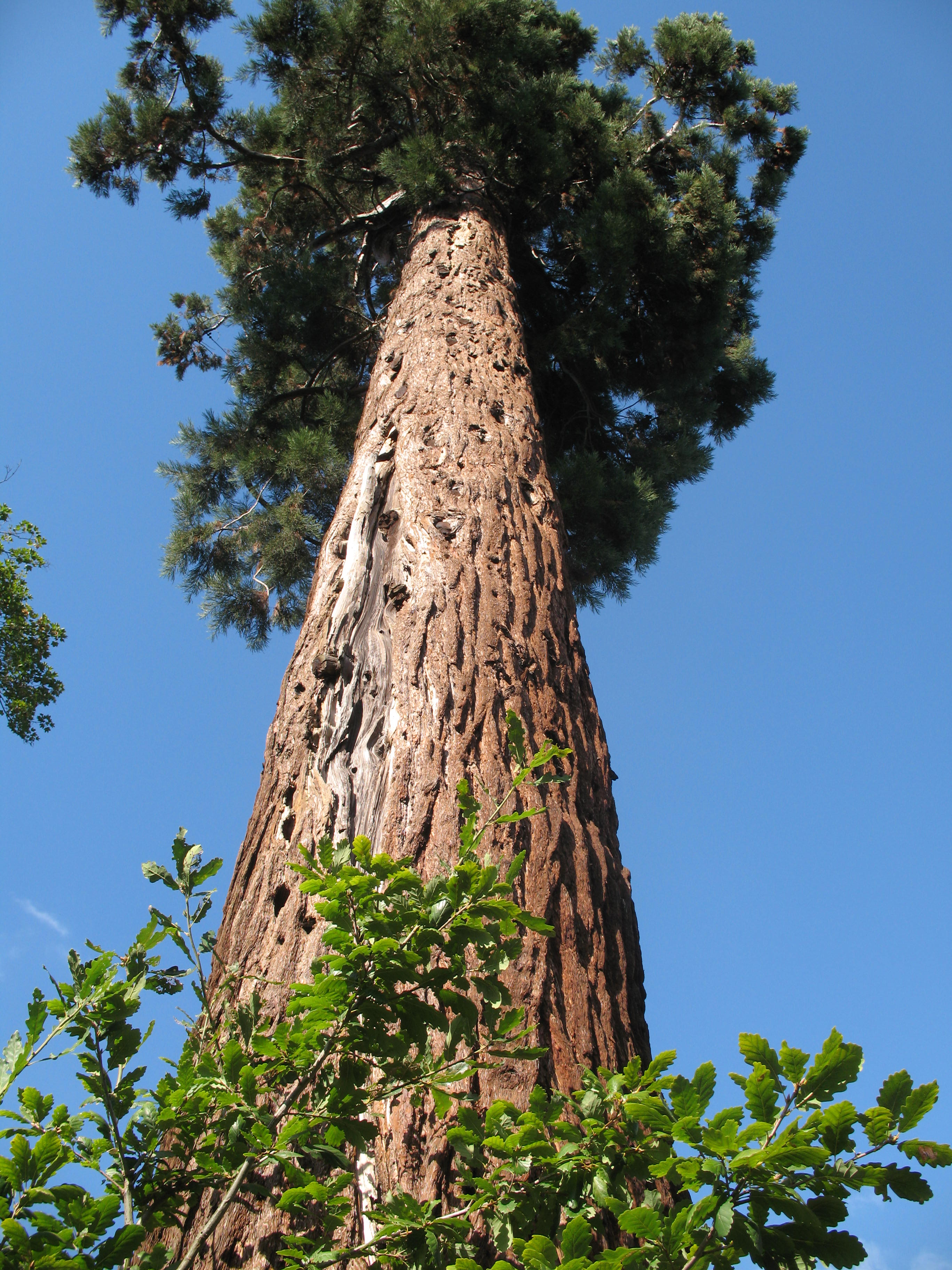
Séquoia géant.
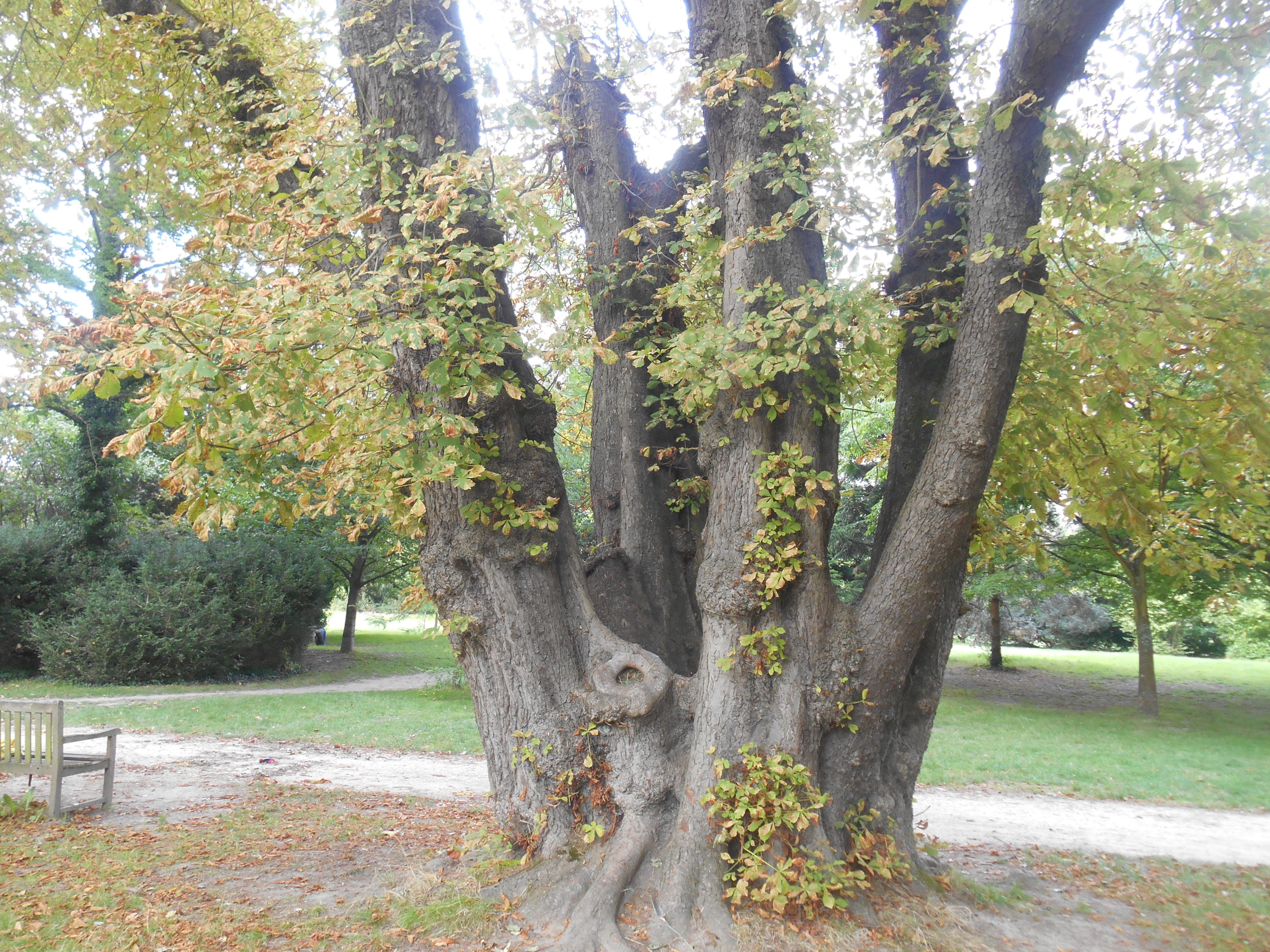
Marronnier.
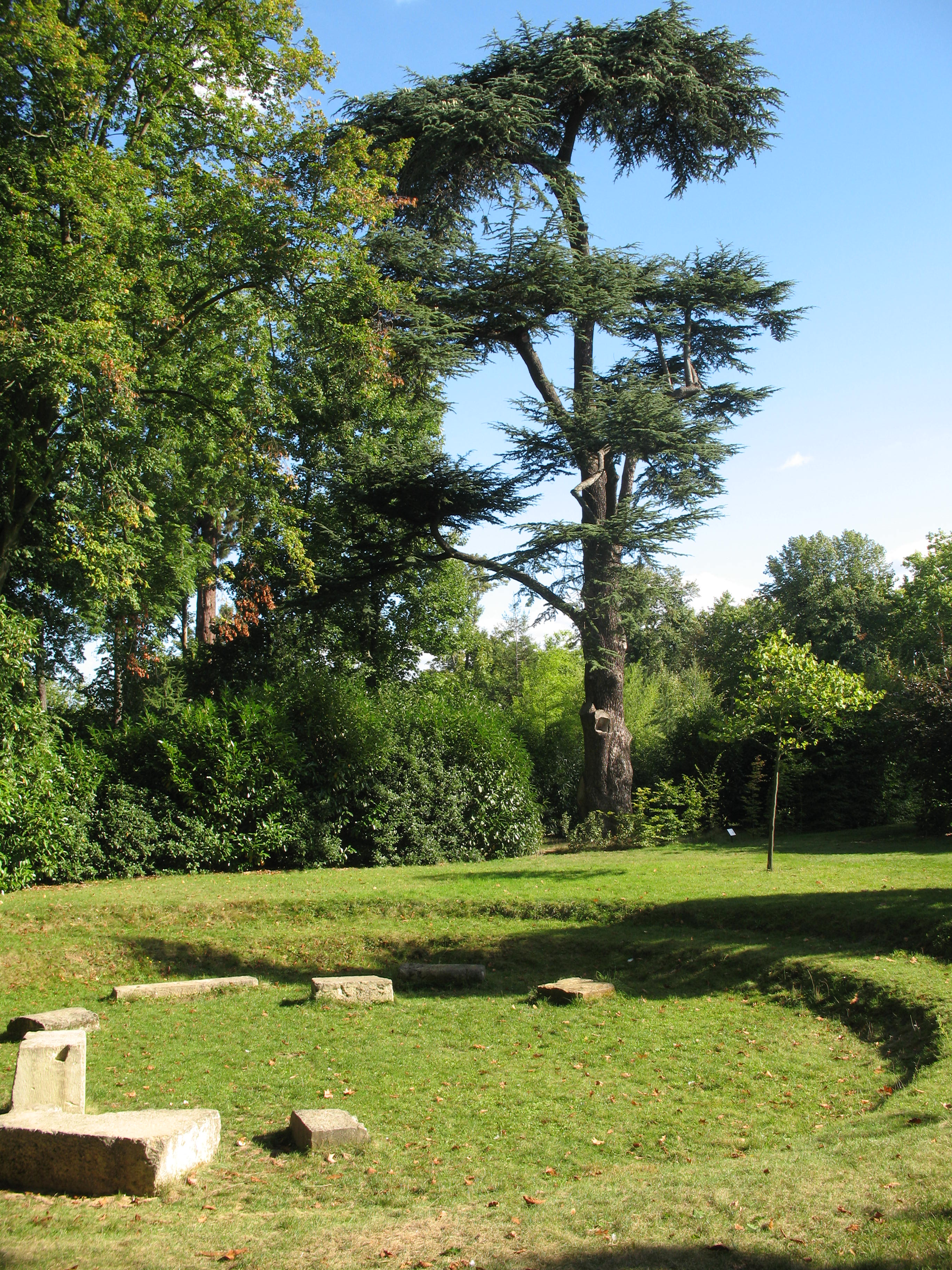
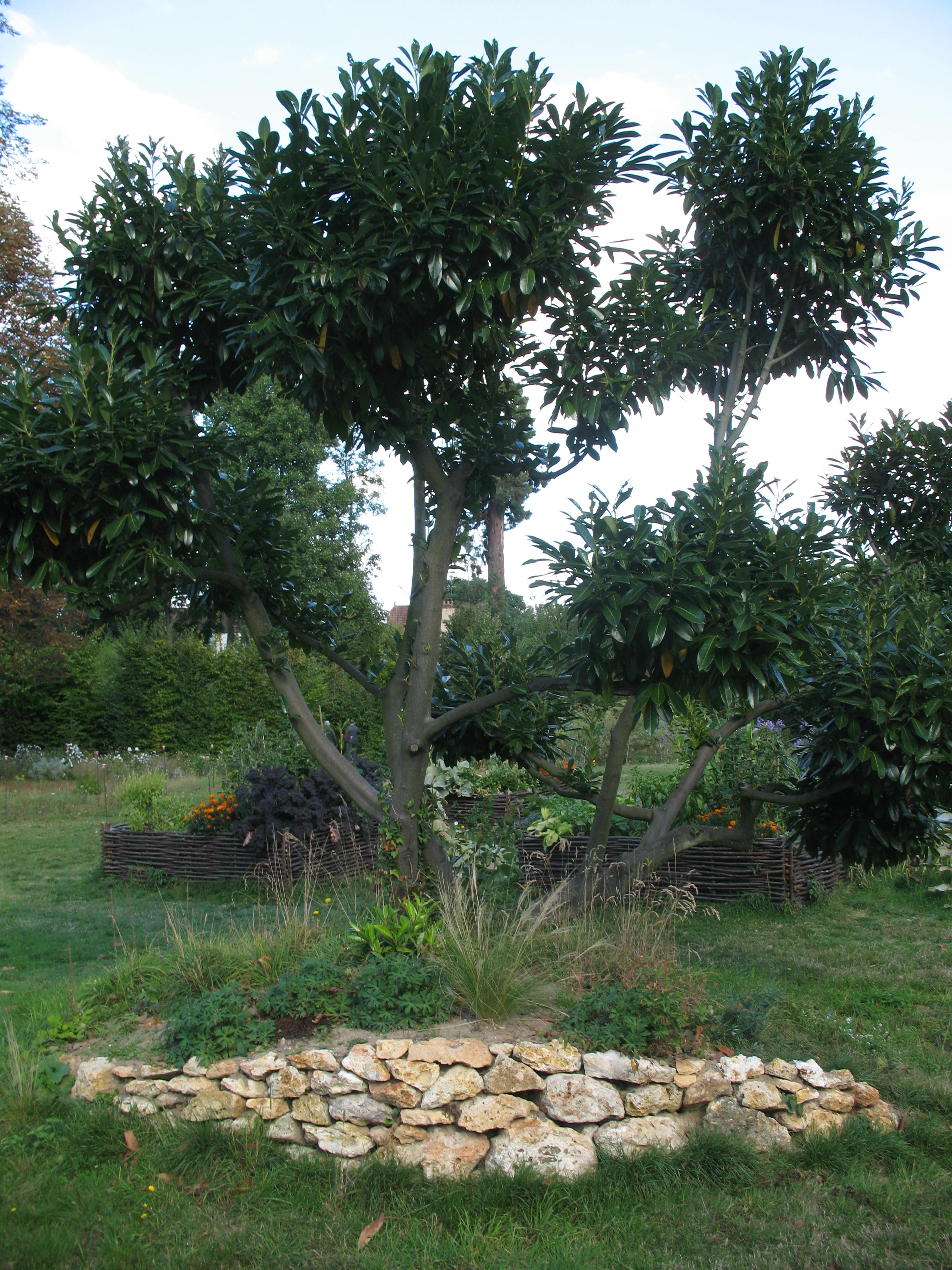
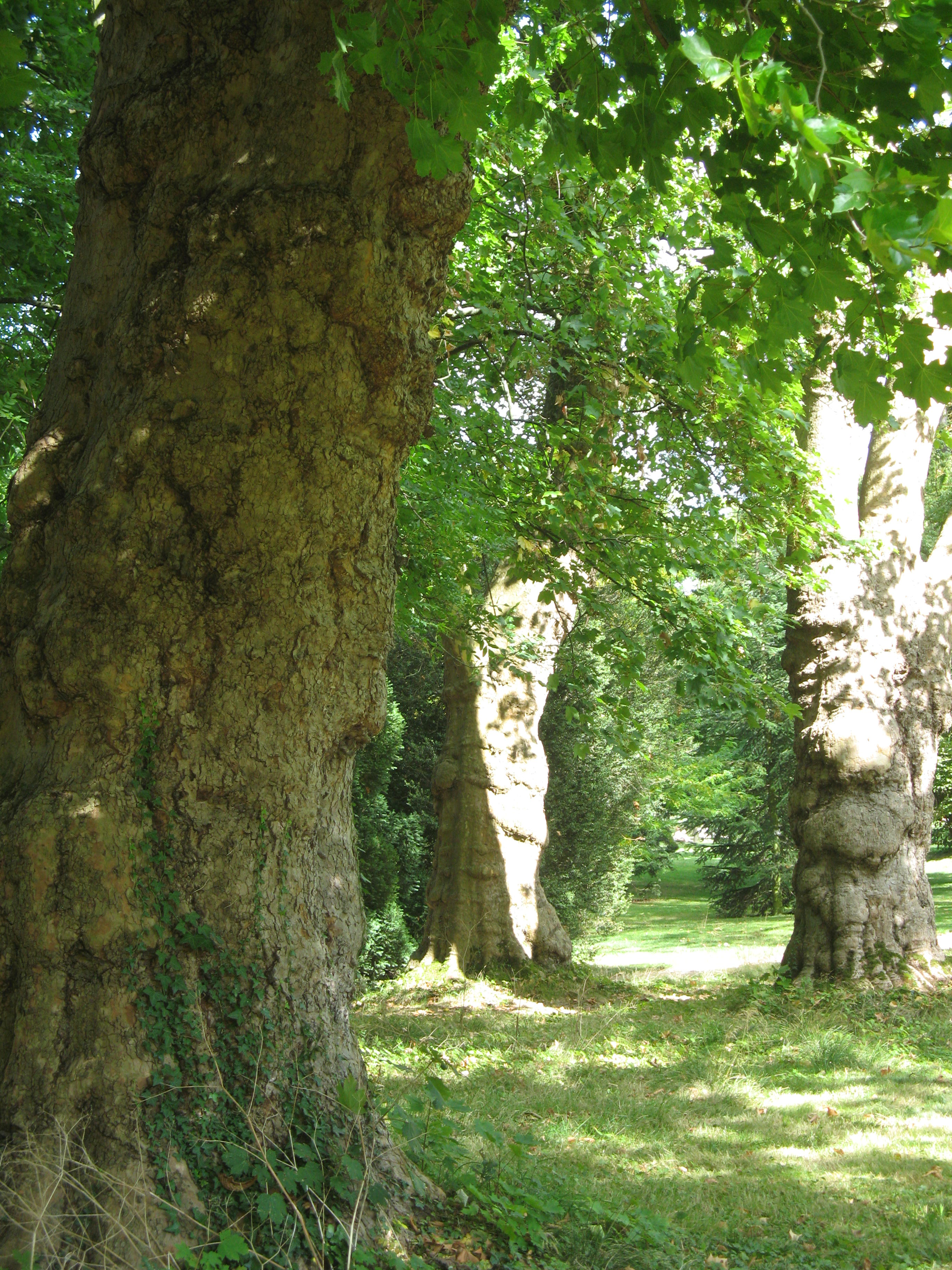
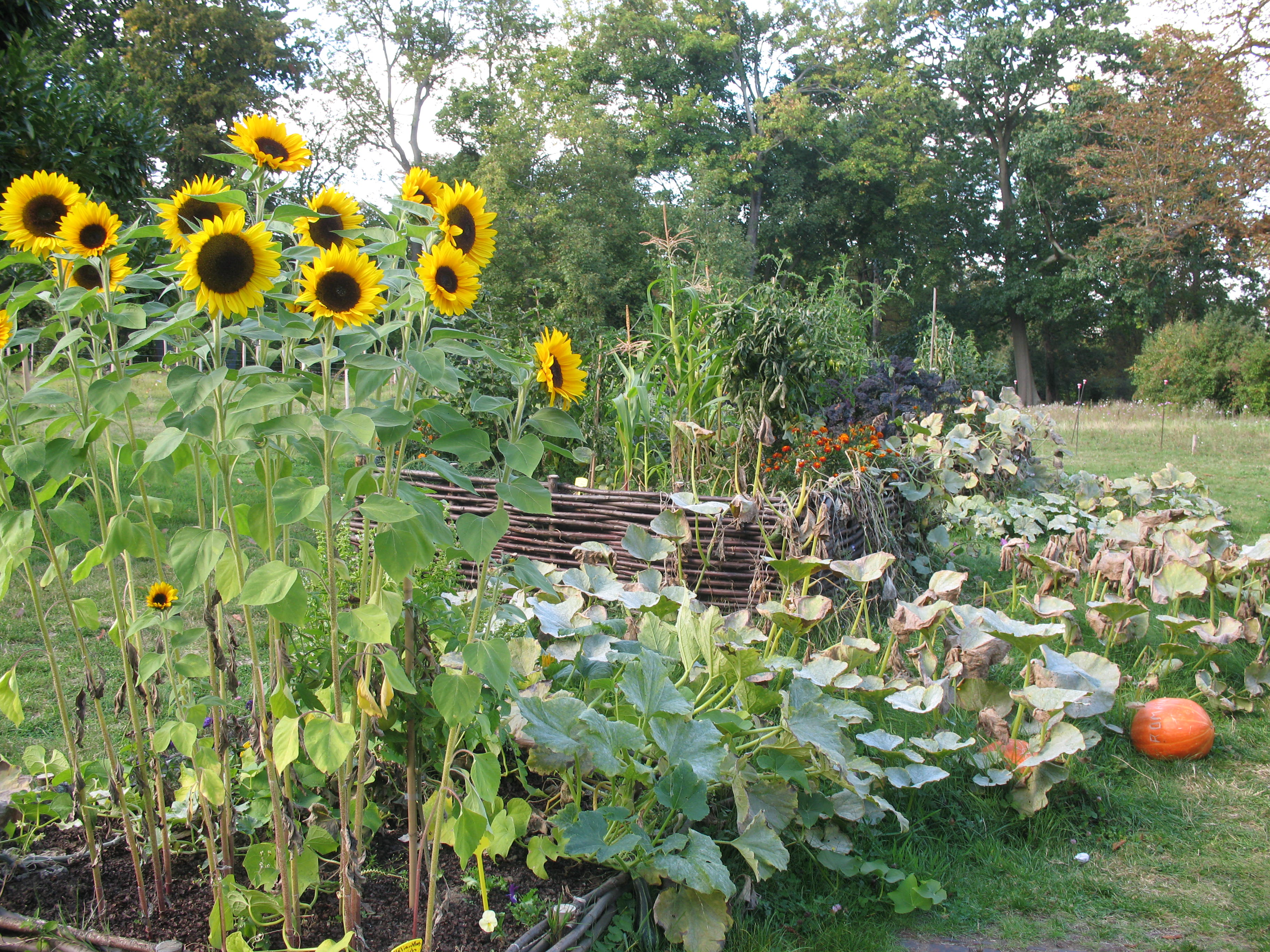
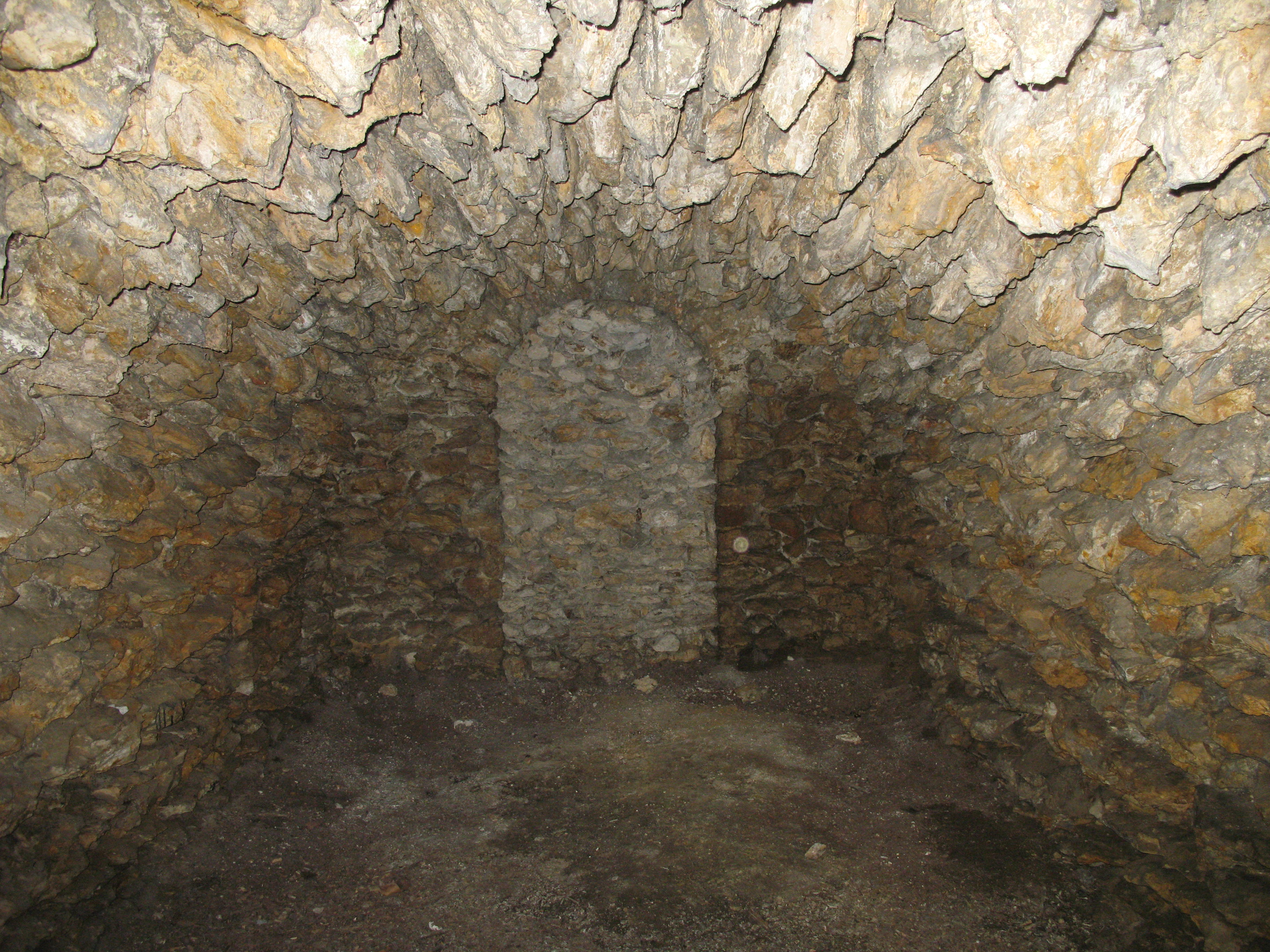
Fausse grotte.

## Citation
- « Les Grâces, en riant, dessinèrent Montreuil. » — Jacques Delille[réf. nécessaire]